# أبفيل (كارولاينا الجنوبية)
أبفيل (بالإنجليزية: Abbeville, South Carolina)‏ هي مدينة تقع في الولايات المتحدة في مقاطعة أبفيل (كارولاينا الجنوبية). يقدر عدد سكانها بـ 5,237 نسمة ومساحتها 15.87 كم2 وترتفع عن سطح البحر 180 متر.

## التركيبة السكانية
حدّد مكتب تعداد الولايات المتحدة بيانات التركيبة السكانية لأبفيل في تعداد الولايات المتحدة. في ما يلي، التركيبة السكانية حسب تعدادي 2000 و2010.

### تعداد عام 2000
بلغ عدد سكان أبفيل 5,840 نسمة بحسب تعداد عام 2000، وبلغ عدد الأسر 2,396 أسرة وعدد العائلات 1,574 عائلة مقيمة في المدينة. في حين سجلت الكثافة السكانية 362.1 نسمة لكل كيلومتر مربع (937.8/ميل2). وبلغ عدد الوحدات السكنية 2,654 وحدة بمتوسط كثافة قدره 164.5 لكل كيلومتر مربع (426.1/ميل2).
وتوزع التركيب العرقي للمدينة بنسبة 50.46% من البيض و48.48% من الأمريكيين الأفارقة و0.12% من الأمريكيين الأصليين و0.26% من الأمريكيين ذوي الأصول الآسيوية و0.02% من سكان جزر المحيط الهادئ و0.19% من الأعراق الأخرى و0.48% من عرقين مختلطين أو أكثر و0.75% من الهسبانيون أو اللاتينيون من أي عرق.
بلغ عدد الأسر 2,396 أسرة كانت نسبة 36.4% منها لديها أطفال تحت سن الثامنة عشر تعيش معهم، وبلغت نسبة الأزواج القاطنين مع بعضهم البعض 37.1% من أصل المجموع الكلي للأسر، ونسبة 23.9% من الأسر كان لديها معيلات من الإناث دون وجود شريك،  بينما كانت نسبة 4.7% من الأسر لديها معيلون من الذكور دون وجود شريكة وكانت نسبة 34.3% من غير العائلات. تألفت نسبة 30.6% من أصل جميع الأسر من عدة أفراد يعيشون في نفس المنزل ونسبة 13.9% كانت تتألف من شخص يعيش بمفرده يبلغ من العمر 65 عاماً أو أكثر. وبلغ متوسط حجم الأسرة المعيشية 2.39، أما متوسط حجم العائلات فبلغ 2.97.
بلغ العمر الوسطي للسكان 36.1 عاماً. وكانت نسبة 27.2% من القاطنين تحت سن الثامنة عشر، وكانت نسبة 8.7% بين الثامنة عشر والرابعة والعشرين عاماً، ونسبة 25.7% كانت واقعةً في الفئة العمرية ما بين الخامسة والعشرين والرابعة والأربعين عاماً، ونسبة 21.1% كانت ما بين الخامسة والأربعين والرابعة والستين، ونسبة 15.3% كانت ضمن فئة الخامسة والستين عاماً فما فوق. يوجد لكل 100 أنثى 80.8 ذكر، ويوجد لكل 100 أنثى في الثامنة عشر من عمرها فما فوق 74.2 ذكر.
بلغ متوسط دخل الأسرة في المدينة 25,756 دولارًا، أما متوسط دخل العائلة فبلغ 30,040 دولارًا. وكان متوسط دخل الذكور 28,339 دولارًا مقابل 21,824 دولارًا للإناث. وسجل دخل الفرد الخاص بالمدينة 13,274 دولارًا. وكانت نسبة 16.3% من العائلات ونسبة 19.8% من السكان تحت خط الفقر، وكان من هؤلاء نسبة 29.2% تحت سن الثامنة عشر ونسبة 20.9% في الخامسة والستين من العمر وما فوق.

### تعداد عام 2010
بلغ عدد سكان أبفيل 5,237 نسمة بحسب تعداد عام 2010، وبلغ عدد الأسر 2,232 أسرة وعدد العائلات 1,397 عائلة مقيمة في المدينة. في حين سجلت الكثافة السكانية 324.7 نسمة لكل كيلومتر مربع (841.0/ميل2). وبلغ عدد الوحدات السكنية 2,594 وحدة بمتوسط كثافة قدره 160.8 لكل كيلومتر مربع (416.5/ميل2).
وتوزع التركيب العرقي للمدينة بنسبة 46.94% من البيض و50.51% من الأمريكيين الأفارقة و0.19% من الأمريكيين الأصليين و0.44% من الأمريكيين ذوي الأصول الآسيوية و0.42% من الأعراق الأخرى و1.51% من عرقين مختلطين أو أكثر و0.92% من الهسبانيون أو اللاتينيون من أي عرق.
بلغ عدد الأسر 2,232 أسرة كانت نسبة 32.9% منها لديها أطفال تحت سن الثامنة عشر تعيش معهم، وبلغت نسبة الأزواج القاطنين مع بعضهم البعض 32.7% من أصل المجموع الكلي للأسر، ونسبة 25.1% من الأسر كان لديها معيلات من الإناث دون وجود شريك،  بينما كانت نسبة 4.7% من الأسر لديها معيلون من الذكور دون وجود شريكة وكانت نسبة 37.4% من غير العائلات. تألفت نسبة 34.3% من أصل جميع الأسر من عدة أفراد يعيشون في نفس المنزل ونسبة 13.2% كانت تتألف من شخص يعيش بمفرده يبلغ من العمر 65 عاماً أو أكثر. وبلغ متوسط حجم الأسرة المعيشية 2.30، أما متوسط حجم العائلات فبلغ 2.94.
بلغ العمر الوسطي للسكان 40.4 عاماً. وكانت نسبة 24% من القاطنين تحت سن الثامنة عشر، وكانت نسبة 8.6% بين الثامنة عشر والرابعة والعشرين عاماً، ونسبة 23.2% كانت واقعةً في الفئة العمرية ما بين الخامسة والعشرين والرابعة والأربعين عاماً، ونسبة 26.6% كانت ما بين الخامسة والأربعين والرابعة والستين، ونسبة 17.5% كانت ضمن فئة الخامسة والستين عاماً فما فوق. وتوزع التركيب الجنسي للسكان بنسبة 44.8% ذكور و55.2% إناث.

## أعلام
- يوجين غاري
- توماس د. هوي
- جون كالهون
- بنجامين غلوفر شيلدز
- جوشوا هيل